# Andy Nyman
Pour les articles homonymes, voir Nyman.
Andy Nyman, né le 13 avril 1966 à Leicester, est un acteur et prestidigitateur britannique.

## Filmographie
- 2006: Severance : Gordon
- 2006 : Played de Sean Stanek : Danny
- 2007 : Joyeuses Funérailles (Death at Funeral) de Frank Oz : Howard
- 2008 : Dead Set de Charlie Brooker : Patrick Goad
- 2015 : Le Procès Eichmann : David Landor
- 2017 : Moi, moche et méchant 3 (Despicable Me 3) de Kyle Balda et Pierre Coffin : Clive (voix)
- 2017 : Ghost Stories de lui-même et Jeremy Dyson : Phillip Goodman
- 2018 : The Passenger (The Commuter) de Jaume Collet-Serra : Tony
- 2019 : Hanna (TV) : Jacobs
- 2019 : Judy : Dan
- 2019 : Shaun le mouton : La ferme contre-attaque (A Shaun the Sheep Movie: Farmageddon) de Mark Burton et Richard Starzack : le mouton Nuts (voix)
- 2021 : Jungle Cruise de Jaume Collet-Serra : Sir James Hobbs-Cunningham
- 2021 : Unforgotten (série télévisée) : Dean Barton (6 épisodes)
- 2022 : The Capture (série télévisée) : Rowan Gill (6 épisodes)
- 2023 : Une lueur d'espoir (A Small Light) (mini-série) : Hermann Van Pels (7 épisodes)
- 2024 : Wicked de Jon Chu : Frexspar Thropp